# 사랑의 순간 (1991년 영화)
《사랑의 순간》(힌디어: लम्हे Lamhe)은 인도에서 제작된 1991년 뮤지컬 로맨틱 코미디 영화이다. 야시 초프라가 연출과 제작을 맡고, 스리데비, 아닐 카푸르 등이 출연하였다.

## 출연진
- 스리데비
- 아닐 카푸르
- 와히다 레만
- 아누팜 케르
- 일라 아룬